# Johann Georg von Hohenzollern
Thân vương tử Johann Georg xứ Hohenzollern (tên đầy đủ Johann Georg Carl Leopold Eitel-Friedrich Meinrad Maria Hubertus Michael Prinz von Hohenzollern; sinh ngày 31 tháng 07 năm 1932 tại Schloss Sigmaringen, Đức) một hậu duệ quý tộc Đức, thành viên vương tộc Hohenzollern. Ông kết hôn với Birgitta của Thụy Điển, là anh rể của vua Carl XVI Gustaf của Thụy Điển.
Vương tử Johann Georg là con thứ sáu của Vương tử Frederick von Hohenzollern (sinh tại Heiligendamm ngày 30 tháng 08 năm 1891 - mất tại Krauchenwies ngày 06 tháng 02 năm 1965) và Vương nữ Margarete Karola von Sachsen (sinh tại Dresden ngày 24 tháng 1 năm 1900 - mất tại Freiburg im Breisgau ngày 16 tháng 10 năm 1962). Ông là cháu ngoại của vị Quốc vương cuối cùng của Sachsen: Friedrich August III

## Hôn nhân

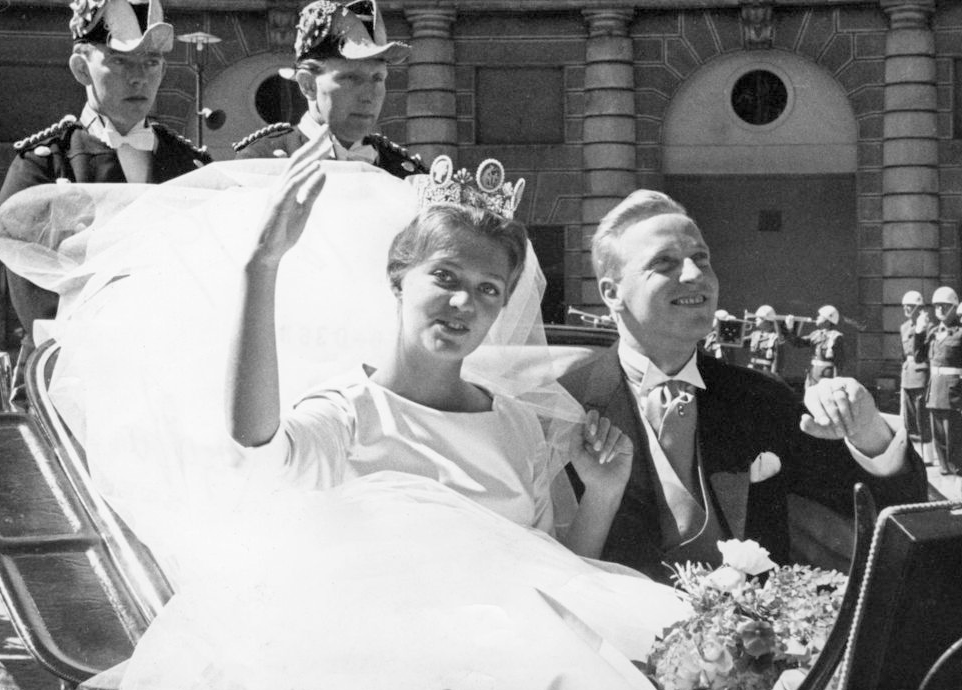
Lễ cưới của Vương tử Johann Georg và Công chúa Birgitta

Johann George gặp Vương nữ Birgitta, em gái của nhà vua hiện tại của Thụy Điển Carl XVI Gustaf vào năm 1959 tại một bữa tiệc cocktail trong khi đi thăm bạn bè và người thân ở Đức.
Ngày 15 tháng 12 năm 1960, cuộc hôn nhân của họ đã được công bố tại Cung điện Hoàng gia Stockholm. Lễ cưới dân sự đã diễn ra tại Cung điện Hoàng gia Stockholm ngày 25 tháng 05 năm 1961, và lễ cưới tôn giáo được tổ chức tại cung điện của gia đình của chú rể ở Sigmarigen ngày 31 tháng 07 năm 1961.
Vương tử Johann Georg và công chúa Birgitta không ở chung với nhau nữa vào năm 1990, mặc dù họ vẫn là vợ chồng hợp pháp và vẫn tham dự các sự kiện gia đình hoàng gia Thụy Điển với nhau, bao gồm cả đám cưới năm 2010 của Công chúa Victoria của Thụy Điển. Họ kỷ niệm đám cưới vàng vào năm 2011.